# ちいるんこう

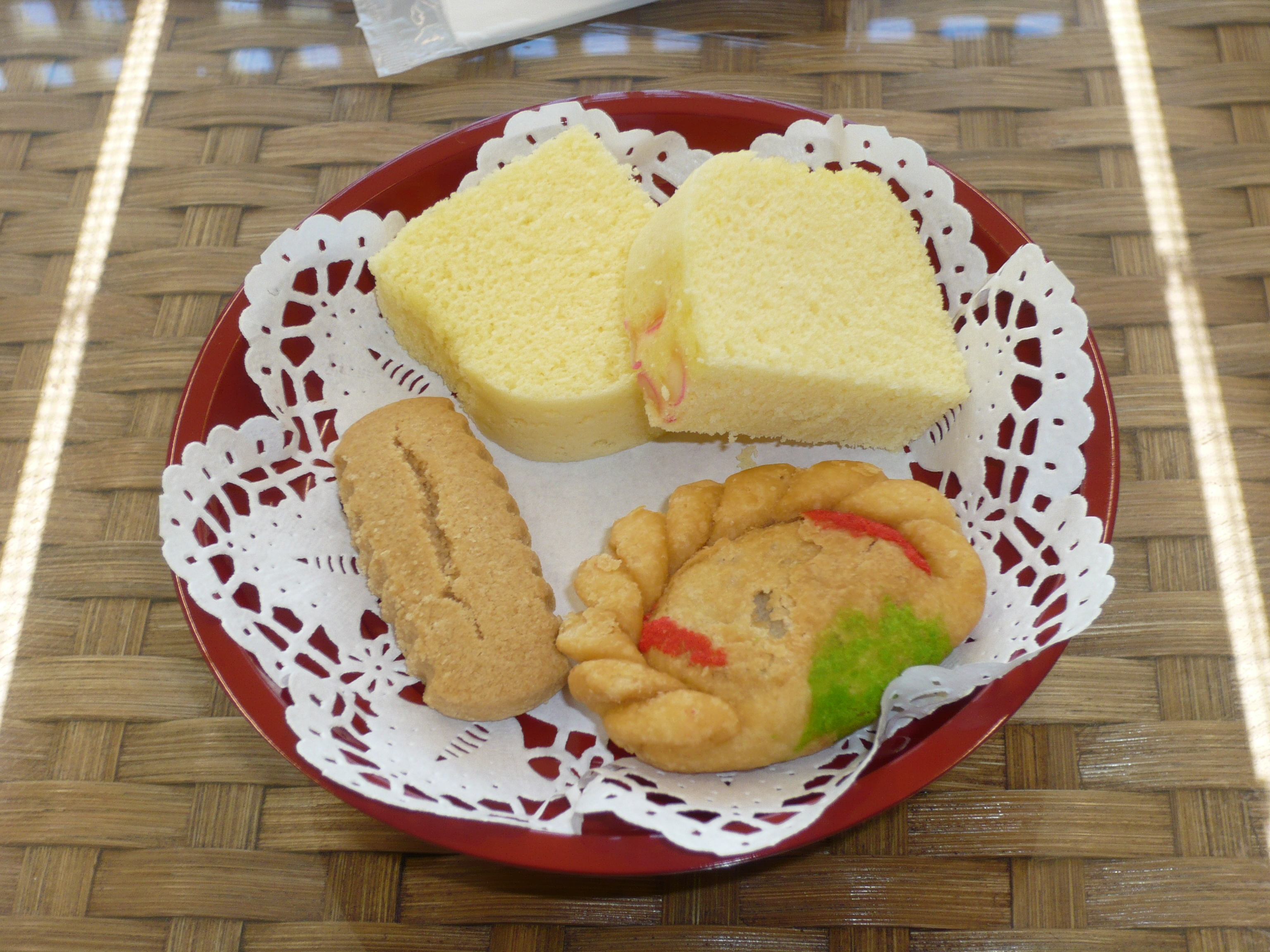
上の黄色いお菓子がちいるんこうである

ちいるんこう（鶏卵糕）は沖縄県の蒸し菓子である。

## 概要
小麦粉と鶏卵を原料としたもので、一見卵焼きに似たカステラ状の蒸し菓子である。赤く染色した落花生と桔餅が入っている。落花生の色で色彩にアクセントが付き、見た目が美しくなり、桔餅の柑橘類の香りで卵の生臭さを取り除くなど、極めて優れた工夫が見られる。卵をすり鉢で摺ることで空気を入れ、ふんわりした味わいを出すことが肝心であるとされる。

## 類似する中華菓子
発音や製法から中国清代以降の鶏蛋糕（チータンカオ、繁体字: 鷄蛋糕; 簡体字: 鸡蛋糕; 拼音: jīdàngāo）が伝来したものと考えられている。中国のものは、果実の砂糖漬けや木の実をまぶしているものもある。
「鶏卵糕」に対する「ちいるんこう」という読みは現代呉方言に属す浙江省温州方言でカステラを指す「チーランコー」に近いが、全く同じ発音の方言は見いだせない。現代中国語で鶏の卵を「卵」と呼ぶのは浙江省南部の呉語の他、福建省などの閩語、広東省などの客家語などに限られる。清代の江蘇省では鶏卵のことを「鶏蛋」と呼んでおり、寧波あたりまでこの語が使われているので、浙江省南部か福建省から伝わったものと考えられる。
また、浙江省では「竜游発糕」のように、ふかして多くの空洞を持つ蒸し菓子も伝統的に作られているが、通常は米が原料である。「糕」という字は米などを練って加熱した食品（日本語でいう餅）の事を指した。宋-元代の周密の『武林旧事』6巻には臨安（現在の浙江省杭州市）には各種の「糕」があり、「麦糕」というムギを使ったものも有ったことが記されている。しかし、鶏卵を使うものはなく、鶏卵と小麦粉を使う物の明確な記録は清代に浙江省や河北省で役人を務めた李化楠が記した『醒園録』に見える「蒸西洋糕」が最古と考えられる。このレシピでは、小麦粉1斤、白砂糖半斤、卵黄16個、酒醸1碗、酒粕の絞り汁、水少々を合わせて箸で混ぜ、暖かい場所で発酵させてから、蒸籠で蒸すとある。